# Teolocholco
Teolocholco es una localidad del estado mexicano de Tlaxcala. Es cabecera del municipio de Teolocholco.

## Demografía
| Censo | Población |
| ----- | --------- |
| 1900  | 2 585     |
| 1910  | 2 494     |
| 1921  | 2 464     |
| 1930  | 2 533     |
| 1940  | 2 639     |
| 1950  | 3 533     |
| 1960  | 4 386     |
| 1970  | 5 413     |
| 1980  | 5 726     |
| 1990  | 11 670    |
| 1995  | 13 718    |
| 2000  | 14 462    |
| 2005  | 14 511    |
| 2010  | 16 240    |
| 2020  | 19 147    |